# Ludwig Goiginger

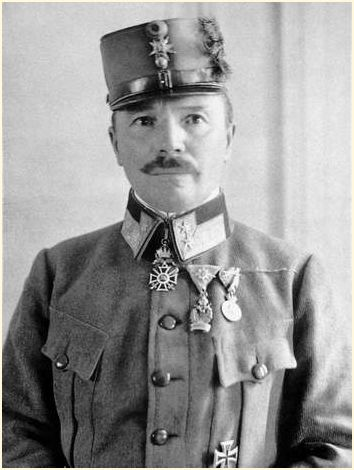
Ludwig Goiginger als Feldmarschallleutnant

Ludwig Goiginger (* 11. August 1863 in Verona; † 28. August 1931 in Neustift bei Graz) war ein österreichisch-ungarischer Feldmarschallleutnant im Ersten Weltkrieg.

## Leben

### Militärkarriere
Nach der Matura am Gymnasium in Salzburg trat er 1881 in die Genie-Kadettenschule in Wien ein. 1884 trat er in das Genie-Regiment 2 in Krems ein und wurde Leutnant. Nach dem Besuch der Kriegsakademie von 1888 bis 1890 wurde er als Adjutant dem Generalstabskorps zugeteilt und dort 1893 mit fester Stellung übernommen. Am 29. Dezember 1906 wurde er zum Oberst im Generalstab ernannt.
Zwischen 1907 und 1908 wirkte er als k.u.k. Militäradjutant bei den Türken in Üsküb (Skopje) und erwarb sich Verdienste bei der Bekämpfung der in Mazedonien stark organisierten Banden durch die osmanische Gendarmerie.
Nach über 20-jähriger Stabstätigkeit übernahm er am 27. Februar 1912 das Kommando über die neu aufgestellte 122. Infanterie-Brigade in Bruneck, welche im Frieden der K.u.k. 8. Infanterietruppendivision (FML Johann Freiherr von Kirchbach auf Lauterbach) zugeteilt war und wurde  am 23. Mai 1912 zum Generalmajor befördert.

### Im Weltkrieg
Während der Mobilisierung der k.u.k. Streitkräfte im August 1914 wurde Goigingers 122. Infanterie-Brigade (Kaiserjäger-Regiment Nr. 1) mit der 87. Infanterie-Brigade zur neu formierten 44. Landwehr-Infanterie-Division (FML Heinrich Tschurtschenthaler) zusammengefasst, welche im Rahmen des k.u.k. XIV. Korps an der Ostfront im Raum nördlich Rawa Ruska aufmarschierte.
Am 1. Oktober 1914 übernahm Goiginger die Führung der zur k.u.k. 2. Armee (Böhm-Ermolli) gehörenden und nach Russisch-Polen verlegten 32. Infanterietruppendivision. Ab Oktober 1914 in die Karpaten zurückgekehrt, bildete seine Division zusammen mit der 103. Landsturm-Brigade im folgenden Winter die Gruppe Goiginger.
Im März 1915 übernahm er für kurze Zeit das Kommando über die 44. Landwehr-Infanterie-Division des XVIII. Korps (FML von Ziegler). Am 9. Mai 1915 wurde er zum Feldmarschalleutnant befördert und übernahm nach dem Kriegsausbruch mit Italien am 5. Juni 1915 die Führung der Division Pustertal im Rayon V des Verteidigungskommandos Tirol unter General der Kavallerie Viktor Dankl. Dieses Kommando an der westlichen Dolomitenfront hatte er über ein Jahr inne, die Minensprengung des Col di Lana (17. April 1916) fiel dabei in seinen Befehlsbereich.
Ende August 1916 wechselte Goiginger an die neu aufgerichtete rumänische Front, FML Goiginger übernahm am 12. Oktober 1916 das Kommando über die neu aufgestellte 73. Division, die im Rahmen der deutschen 9. Armee bei der Gruppe Krafft von Dellmensingen an der Verteidigung Siebenbürgens und an der Schlacht bei Rimnicul-Sarat mitwirkte.
Nach dem erfolgreichen Abschluss der Kämpfe in Rumänien kehrte Goiginger mit seiner Division an die Südwestfront nach Italien zurück. Am 20. Juni 1917 wurde er von Feldmarschall Franz Conrad von Hötzendorf, dem Oberbefehlshaber der gleichnamigen Heeresgruppe, mit der Wiedereroberung der am Tag zuvor verlorenen gegangenen Ortigarastellung auf der Hochebene der Sieben Gemeinden betraut, die er am 25. Juni zurückerobern konnte. Anschließend wurde er Kommandant der im Abschnitt Monte San Gabriele am Isonzo eingesetzten jetzt unbenannten 60. Division. Für seine Führung in der 11. Isonzoschlacht (22. August Abwehrkampf bei Jelenik) wurde er mit der Goldenen Tapferkeitsmedaille für Offiziere ausgezeichnet. Während der 12. Isonzoschlacht (Caporetto) führte er die 60. Division im Rahmen der Armeegruppe Kosak bei der 2. Isonzo-Armee unter der obersten Führung  des Generals der Infanterie von Henriquez. Am 8. März 1918  wurde er Kommandierender General des  XXIV. Korps, der Korpsgruppe Goiginger unterstanden dabei die 55. und 60. Infanteriedivision sowie Teile der 94. Division, welche den Abschnitt bis zum Monte Asolone hielt.

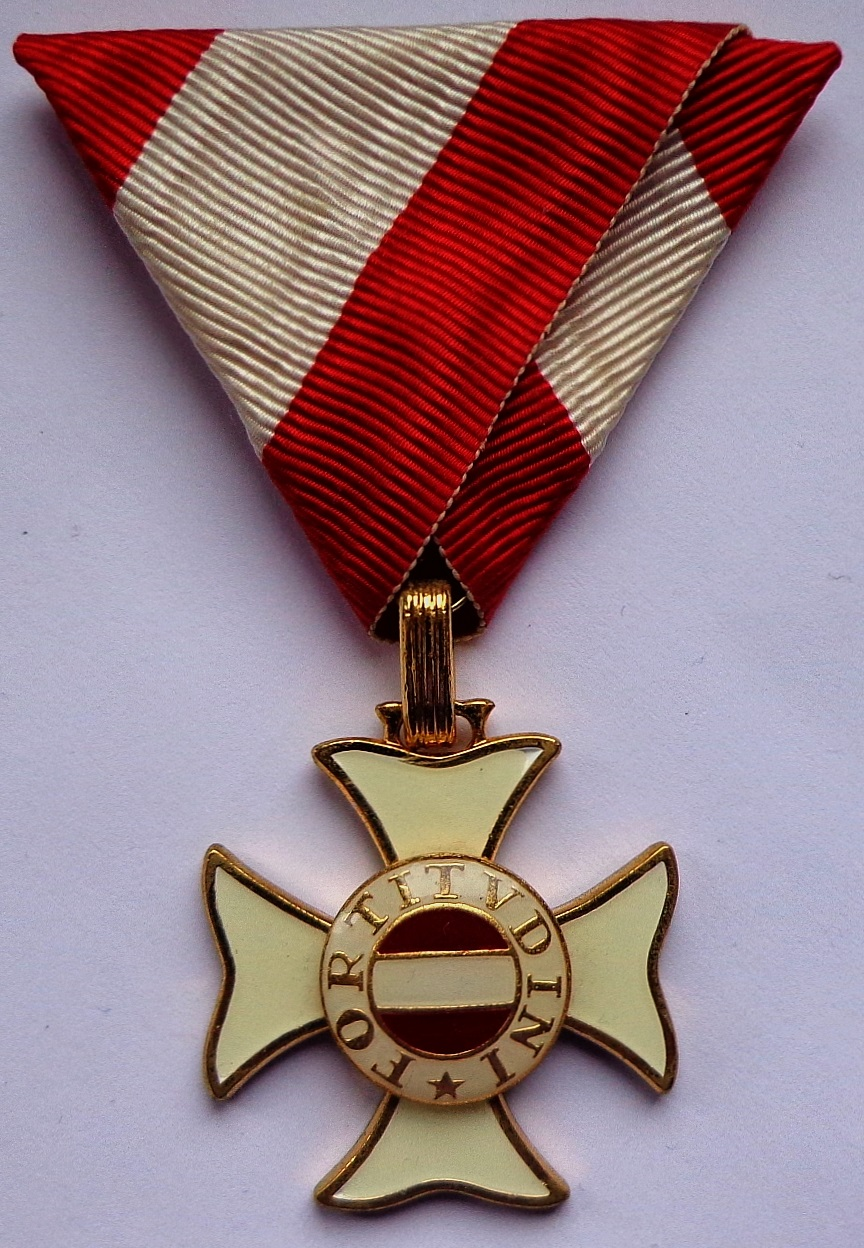
Ritterkreuz des Militär-Maria-Theresien-Ordens

Im Juni 1918 während der Zweiten Piaveschlacht führte er sein Korps (13., 17. und 31. Division) im Abschnitt der k.u.k. 6. Armee unter Generaloberst Erzherzog Joseph. Für die Einnahme des Montello am 15. Juni wurde Goiginger nach Kriegsende mit dem Ritterkreuz des Militär-Maria-Theresien-Ordens ausgezeichnet.
Am 19. Juli 1918 übernahm er noch die Führung des XVIII. Korps, das ab Oktober 1918 bis zum Kriegsende an der Westfront eingesetzt wurde. Nacheinander wurden die 1., 35., 37. Infanteriedivision sowie die 16. Landsturmdivision an den Ornes-Abschnitt der deutschen Heeresgruppe Gallwitz abtransportiert. Das Korpskommando wurde Ende Oktober nach verlustreichen Kämpfen mit amerikanischen Truppen aus der Front gezogen und am 3. November nach Arlon und am 10. November nach Diedenhofen zurückverlegt. Bis zum Abend des 29. November hatten die letzten k.u.k. Truppen der de facto nicht mehr existierenden Armee Österreich-Ungarns das Gebiet Deutschlands verlassen.
Sein älterer Bruder Heinrich Goiginger (* 5. Juli 1861, † 21. November 1927) erreichte im letzten Kriegsjahr noch den Rang eines Feldzeugmeisters. Feldmarschalleutnant Ludwig Goiginger ging am 1. Jänner 1919 in den Ruhestand, zog sich nach Graz-Neustift zurück und verstarb dort 1931.